# Urednik
Urednik je oseba, ki se poklicno ukvarja s pregledovanjem del drugih oseb, ki so mu bila predložena za vključitev v določeno publikacijo (časopis, revijo ...) oz. kot samostojna publikacija.
Urednik tako pregleda predloženo delo in poda mnenje o ustreznosti besedila in njegovi vključitvi oz. izdaji.
Glede na vrsto dela se lahko uredniki specializirajo za določeno tematiko (npr. športni urednik). 
V večjih publicističnih hišah (npr. časopisni hiši) je postavljen en urednik, odgovorni urednik, ki nadzoruje delo ostalih urednikov in skrbi za ustrezni nivo izdanih publikacij.